# Wadim Borowski
Wadim Jurjewitsch Borowski (russisch Вадим Юрьевич Боровский; * 30. Oktober 1986  in Aqtas, Kasachische SSR, heute Kasachstan) ist ein ehemaliger kasachischer Fußballspieler.

## Karriere
Borowski begann seine Karriere bei Schachtjor Qaraghandy, wo er 2004 in die erste Mannschaft geholt wurde. Der Verein wurde im Endklassement der höchsten kasachischen Spielklasse Sechster. 2005 wechselte er zum FK Almaty, dem er bis 2008 treu blieb. Der größte Erfolg war der Gewinn des kasachischen Pokals 2006. In der darauffolgenden Saison spielte er mit Almaty international. In der Qualifikation zum UEFA-Pokal kam er am 19. Juli gegen den FC Zlaté Moravce aus der Slowakei zum Einsatz. Das Spiel in Zlaté Moravce endete 1:3, Almaty schied in dieser Qualirunde aus.
2009 wechselte er für eine Saison zum FK Atyrau, 2010 kehrte er zu Schachtjor Qaraghandy zurück.

## Erfolge
- Kasachischer Meister: 2011, 2012
- Kasachischer Pokalsieger 2006, 2013